# The Dark Pictures Anthology: The Devil in Me
The Dark Pictures Anthology: The Devil In Me, kurz auch bekannt als The Devil in Me, ist ein Computerspiel des britischen Entwicklerstudios Supermassive Games, das von Bandai Namco Entertainment veröffentlicht wurde. Das Adventure mit Survival-Horror-Elementen ist der vierte Teil und das Staffelfinale der Spieleserie The Dark Pictures Anthology. Das Spiel ist weltweit im November 2022 für PlayStation 5, PlayStation 4, Xbox Series, Xbox One und Microsoft Windows erschienen.

## Handlung
Das Spiel behandelt eine Filmcrew, welche aus Kameramann Mark, Lichttechnikerin Jamie Tiergan, Tonassistentin Erin, Moderatorin und Redakteurin Kate Wilder sowie dem Produzenten Charlie Lonnit besteht. Charlie ist gleichzeitig Chef der derzeit finanziell angeschlagenen Filmproduktionsfirma. Derzeit drehen sie eine Dokumentation über den berühmten Serienmörder H. H. Holmes, welcher im Prolog des Spiels ausführlich vorgestellt wird. Das Team wird von einem Mann namens Granthem Du'Met spontan auf eine Insel eingeladen, auf der eine Nachkreation des von H. H. Holmes erbauten Mörderschlosses steht. Bald jedoch stellt sich heraus, dass auch das nachgebaute Mörderschloss zum Töten gedacht ist.

## Spielprinzip
Die Spielzeit wird meistens mit sieben, teilweise auch mit neun bis zehn Stunden angegeben. Im Spiel müssen die Spieler verschiedene Entscheidungen treffen, die Konsequenzen auf den weiteren Spielverlauf haben und die Beziehung der Charaktere untereinander beeinflusst (Schmetterlingseffekt). Alle fünf Charaktere können das Spiel überleben oder währenddessen umkommen. Das Spiel hat verschiedene Enden mit unterschiedlichen Szenarios.
Dabei ist das Spiel eher wie ein interaktiver Film gestaltet, wobei die Figuren in manchen Szenen nicht selbst gesteuert werden müssen. Neben einem Einzelspielermodus stehen zwei weitere Spieloptionen zur Verfügung. Der Online-Multiplayer-Modus „Shared Story“ erlaubt es, die Story zeitgleich mit einem Freund an zwei Endgeräten zu spielen. Ein Filmabend genannter Modus kann von bis zu fünf Spielern gespielt werden; hier wird sich am Endgerät abgewechselt, wobei zu Beginn die einzelnen Figuren verteilt werden.
Im Vergleich zu den vorherigen Teilen wurden einige Änderungen des Gameplays vorgenommen. Die Kamera ist nicht mehr stabilisiert und gegen eine steuerbare 360-Grad-Kamera ersetzt worden. Jeder Charakter hat ein eigenes Inventar mit einer Lichtmöglichkeit, welches allerdings nur spärlich benutzt wird. Die wichtigste Änderung ist in der Steuerung. Es kann nun schnell gelaufen werden und es wird weniger als interaktiver Film, sondern mehr mit Gameplay-Elementen wie kriechen, springen usw. gearbeitet. Zudem gibt es kleine Aufgaben für die Charaktere zu lösen.

## Produktion
Die Hauptrollen spielen Gloria Obianyo als Jamie Tiergan, Jessie Buckley als Kate Wilder, Paul Kaye als Charlie Lonnit, John Dagleish als H. H. Holmes und Pip Torrens als der Kurator. Es wird mit Motion-Capturing gearbeitet.

## Rezeption
Das Spiel erhielt, wie die Vorgängerteile, gemischte Bewertungen. An dem Aufbau des Spiels angelehnt an einen interaktiven Film spalten sich die Gemüter. Watson resümierte, das Spiel sei „ein schaurig schöner Survival-Horror-Film zum selber spielen und schlicht der beste Teil der ersten «Dark Pictures»-Staffel. Die technischen Unsauberkeiten brauchen aber viel Toleranz.“ Die PC-Version hält einen Metascore von 69, die PlayStation-5-Version 70 und die Xbox-Series-X-Version 79 von 100. PC Games bewertete das Spiel mit 5/10, bei spieletipps erhielt das Spiel 65/100 und 4Players vergab 77 %.

„«The Devil in Me» von Supermassive Games ist technisch gesehen stellenweise eine ganz grosse Frechheit. Es gibt immer wieder Momente, wo Unsauberkeiten in den Vordergrund rücken und man vor dem Bildschirm kräftig durchatmen muss. Aber so sehr diese Technikaussetzer auch nerven, die spielbare Horror-Geschichte zieht uns dann trotzdem für etwa sieben Stunden in ihren Bann. [...] Zudem kreiert das Mörderhotel und die Hintergrundgeschichte des maskierten Killers eine grosse Faszination, der wir blind folgen und bis zum Schluss dranbleiben, um endlich nagende Fragen beantwortet zu bekommen.“

## Prequels & Sequels
Das Spiel folgte als Staffelfinale der ersten Staffel von The Dark Pictures Anthology auf die ersten drei Teile Man of Medan (2019), Little Hope (2020) und House of Ashes (2021). Am Ende des Spiels wird die zweite Staffel mit dem Titel The Dark Pictures Anthology: Directive 8020 angekündigt.